# L'Horme
L'Horme és un municipi francès situat al departament del Loira i a la regió d'Alvèrnia-Roine-Alps. L'any 2007 tenia 4.745 habitants.

## Demografia

### Població
El 2007 la població de fet de L'Horme era de 4.745 persones. Hi havia 1.906 famílies de les quals 599 eren unipersonals (248 homes vivint sols i 351 dones vivint soles), 566 parelles sense fills, 639 parelles amb fills i 102 famílies monoparentals amb fills.
La població ha evolucionat segons el següent gràfic:
Habitants censats

### Habitatges
El 2007 hi havia 2.080 habitatges, 1.938 eren l'habitatge principal de la família, 8 eren segones residències i 133 estaven desocupats. 886 eren cases i 1.183 eren apartaments. Dels 1.938 habitatges principals, 975 estaven ocupats pels seus propietaris, 936 estaven llogats i ocupats pels llogaters i 27 estaven cedits a títol gratuït; 21 tenien una cambra, 209 en tenien dues, 500 en tenien tres, 597 en tenien quatre i 611 en tenien cinc o més. 1.091 habitatges disposaven pel capbaix d'una plaça de pàrquing. A 840 habitatges hi havia un automòbil i a 756 n'hi havia dos o més.

### Piràmide de població
La piràmide de població per edats i sexe el 2009 era:
| Homes | Edats   | Dones |
| ----- | ------- | ----- |
| 0     | 95 o +  | 4     |
| 4     | 90 a 94 | 20    |
| 20    | 85 a 89 | 48    |
| 24    | 80 a 84 | 48    |
| 64    | 75 a 79 | 96    |
| 72    | 70 a 74 | 120   |
| 96    | 65 a 69 | 96    |
| 104   | 60 a 64 | 164   |
| 144   | 55 a 59 | 120   |
| 164   | 50 a 54 | 164   |
| 156   | 45 a 49 | 196   |
| 108   | 40 a 44 | 104   |
| 172   | 35 a 39 | 124   |
| 164   | 30 a 34 | 156   |
| 228   | 25 a 29 | 164   |
| 160   | 20 a 24 | 132   |
| 140   | 15 a 19 | 140   |
| 144   | 10 a 14 | 148   |
| 204   | 5 a 9   | 108   |
| 148   | 0 a 4   | 148   |

## Economia
El 2007 la població en edat de treballar era de 2.963 persones, 2.064 eren actives i 899 eren inactives. De les 2.064 persones actives 1.793 estaven ocupades (970 homes i 823 dones) i 270 estaven aturades (139 homes i 131 dones). De les 899 persones inactives 307 estaven jubilades, 270 estaven estudiant i 322 estaven classificades com a «altres inactius».

### Ingressos
El 2009 a L'Horme hi havia 1.912 unitats fiscals que integraven 4.655 persones, la mediana anual d'ingressos fiscals per persona era de 16.038 €.

### Activitats econòmiques
Dels 243 establiments que hi havia el 2007, 2 eren d'empreses extractives, 3 d'empreses alimentàries, 4 d'empreses de fabricació de material elèctric, 26 d'empreses de fabricació d'altres productes industrials, 34 d'empreses de construcció, 58 d'empreses de comerç i reparació d'automòbils, 11 d'empreses de transport, 16 d'empreses d'hostatgeria i restauració, 3 d'empreses d'informació i comunicació, 10 d'empreses financeres, 13 d'empreses immobiliàries, 21 d'empreses de serveis, 22 d'entitats de l'administració pública i 20 d'empreses classificades com a «altres activitats de serveis».
Dels 65 establiments de servei als particulars que hi havia el 2009, 1 era una oficina de correu, 2 oficines bancàries, 7 tallers de reparació d'automòbils i de material agrícola, 1 taller d'inspecció tècnica de vehicles, 1 establiment de lloguer de cotxes, 4 paletes, 6 guixaires pintors, 5 fusteries, 7 lampisteries, 4 electricistes, 1 empresa de construcció, 6 perruqueries, 3 veterinaris, 1 agència de treball temporal, 10 restaurants, 4 agències immobiliàries, 1 tintoreria i 1 saló de bellesa.
Dels 23 establiments comercials que hi havia el 2009, 4 eren supermercats, 1 una gran superfície de material de bricolatge, 5 fleques, 2 carnisseries, 1 una botiga de congelats, 1 una llibreria, 6 botigues de roba, 1 una sabateria, 1 una botiga d'electrodomèstics i 1 un drogueria.
L'any 2000 a L'Horme hi havia 11 explotacions agrícoles que ocupaven un total de 104 hectàrees.

## Equipaments sanitaris i escolars
El 2009 hi havia 1 psiquiàtric, 1 farmàcia i 1 ambulància.
El 2009 hi havia 1 escola maternal i 3 escoles elementals.

## Poblacions més properes
El següent diagrama mostra les poblacions més properes.